# JavaServer Faces

Logo JSF

JavaServer Faces (JSF) – framework, bazujący na języku Java, który upraszcza tworzenie interfejsu użytkownika do aplikacji Java EE. Obecnie domyślną technologią widoku dla stron JSF jest technologia Facelets, jednak można korzystać także z innych rozwiązań (np. JSP lub XUL).
Specyfikacja JSF jest opracowywana przez Java Community Process.

## Inne frameworki sieciowe do Javy
- Spring Framework
- Struts